# Двойная жизнь Камиллы
«Двойная жизнь Камиллы» (фр. Camille redouble) — французский драматический фильм режиссёра и автора сценария Ноэми Львовски. Фильм был показан на Каннском кинофестивале в 2012 году, где был удостоен награды Общества драматических авторов и композиторов (SACD). Иоланда Моро выиграла премию «Магритт» в категории «Лучшая актриса второго плана».

## Сюжет
Главные герои фильма Эрик и 16-летняя Камилла. Они страстно влюбляются друг в друга, вскоре у них рождается дочь. 25 лет спустя Эрик идет от Камиллы к молодой женщине. Вечером 31 декабря Камилла внезапно попадает в прошлое. Ей снова 16 лет. Она заново «открывает» своих родителей, своих друзей, свою молодость и Эрика. Камилла задается вопросом, что делать теперь, если она уже знает, что через 25 лет её любви придет конец?

## В ролях
- Ноэми Львовски — Камилла Ваян
- Иоланда Моро — мать Камиллы
- Мишель Вюйермоз — отец Камиллы
- Дени Подалидес — Альфонс
- Самир Гесми — Эрик
- Венсан Лакост — Венсан
- Жюдит Шемла — Жозефа
- Индия Хэйр — Элис
- Жюлия Фор — Луиз
- Жан-Пьер Лео — месье Дюпон
- Миша Лекот — директор
- Анн Альваро — учитель английского
- Матьё Амальрик — учитель французского
- Риад Саттуф — директор

## Критика
Фильм получил смешанные отзывы кинокритиков. На сайте Rotten Tomatoes фильм имеет рейтинг 67 % на основе 6 рецензий со средним баллом 5,3 из 10.